# Риђа луња
Риђа луња (лат. Milvus milvus) је врста птице грабљивице из породице Accipitridae.

## Распрострањеност
Може се наћи највише у Европи и северозападном делу Африке, а постоје и докази да се раније могла наћи и у северном Ирану.

## Опис
- Дужина: 60—70 цм
- Распон крила: 175—179 цм
- Маса мужјака: 800—1.200 г
- Маса женки: 1.000—1.300 г

Обично се размножавају са две године, а могу и са годину дана. Током периода инкубације и мужјаци и женке граде гнездо. Гнезда се веома разликују по величини и могу постати велика ако се користе дужи временски период.
Хране се највише мишевима ровчицама, зечевима и кунићима.